# Nordijski model
Švedski model je model države blagostanja karakterističan za Švedsku i ostale nordijske ili skandinavske zemlje pa se još naziva i nordijski model ili skandinavski model. To je vrlo uspješan kompromis između kapitalizma i socijalizma, spoj socijalne države i stalnog rasta švedske odnosno skandinavskih ekonomija.

## Opis
Socijalna zaštita u Švedskoj uglavnom se finansira porezima. O njoj brinu tri različita ministarstva: socijalna pomoć pripada pod nadležnosti Ministarstva zdravstva i socijalne zaštite; obrazovanje je u nadležnosti Ministarstva prosvjete i nauka, a tržište rada je pod nadležnošću Ministarstva zaposlenosti.
Početak švedskog sistema socijalne zaštite bio je u organizaciji Crkve. Postao je obavezan od 1734, kada je svaka parohija morala imati dom za starije osobe. U 19. vijeku otavarane su privatne dobrotvorne organizacije za bolesnike, a od 1891. to je regulisano i subvencionisano. Vlada Liberalne stranke donijela je Nacionalni mirovinski zakon 1913, koji pruža sigurnost za starije osobe, a od 1934. pomaže se nezaposlenim osobama.
Švedska je uspostavila uspješan model demokratskog socijalizma, zbog jedinstvenog načina na koji su švedske radničke vođe, političari i staleži sarađivali tokom ranog razvoja švedske socijalne demokratije. Nastojalo se vlast i odlučivanje prebaciti s elite na radnike i u tome se uspjelo. Švedske socijalističke vođe odabrale su umjeren, reformistički politički smjer pa je Švedska izbjegla ozbiljne ekstremističke izazove, te političku i klasnu podjelu, a i ratne sukobe. Sve do danas, njeguje se socijalna država i široka zaštita građanskih sloboda. Temelj švedske politike je da snaga dolazi iz naroda.
Švedska socijaldemokratska partija često se naziva jednom od najuspješnijih socijaldemokratskih stranaka na svijetu. Od godine 1933. kada je došla na vlast i primijenila socijaldemokratska načela u borbi protiv velike ekonomske krize, njene vlade su uspješno iskoristile neutralnost Švedske u Drugom svjetskom a kasnije Hladnom ratu kako bi stvorile jedan od najbolje organizovanih i najefikasnijih sistema države blagostanja, a istovremeno omogućile stalan rast švedske ekonomije. Švedski model, koji mnogi smatraju najuspješnijim kompromisom između kapitalizma i socijalizma, švedskim socijaldemokratama je omogućio da ostanu na vlasti više od sedam decenija — s izuzetkom perioda 1976—1982. i 1991—1994. godine. Međutim, ulazak Švedske u EU i problemi izazvani procesom globalizacije natjerali su švedske socijaldemokrate da u posljednje vrijeme razmišljaju o zaokretu prema neoliberalnoj tržišnoj politici odnosno ideologiji Trećeg puta.
Ministarstvo zdravstva i za socijalne poslove odgovorno je za dobrobit građana i blagostanje. To se definiše kao finansijska sigurnost u vrijeme bolesti, starosti i kao pomoć za porodicu, socijalne usluge, zdravstvena zaštita, promovisanje zdravlja i prava djece. Obrazovanje je besplatno, a jaka je uloga sindikata s velikim brojem članova.
Skandinavski model obračuna s mitom i korupcijom je nemilosrdan, tako da ni kralj nema ekonomski imunitet. Švedski birači ne trpe pohlepne političare. Kriterijumi koje birači u Skandinaviji postavljaju pred svoje političare su vrlo visoki, a kazne za prekršioce nemilosrdne. Niko nije nedodirljiv i izuzet.
Cjelokupno stanovništvo ima jednak pristup javnim zdravstvenim uslugama. Švedski zdravstveni sistem je javno finansiran.

## Literatura
-{
- Christiansen, Niels Finn;  . (2006). The Nordic Model of Welfare.
- Lakey, George (2016). Viking Economics: How the Scandinavians Got It Right-and How We Can, Too. ISBN 1612195369. Melville House Publishing.
- Hilson, Mary (2008). The Nordic model: Scandinavia since 1945.
- Bucken-Knapp, Gregg (2009). Defending the Swedish Model: Social democrats, trade unions, and labor migration policy reform. Lexington Books
- Kvist, Jon;  . (2011). Changing social equality: The Nordic welfare model in the 21st century.
- Nik Brandal, Øivind Bratberg, Dag Einar Thorsen (2013). The Nordic Model of Social Democracy. ISBN 1137013265. Pallgrave MacMillan.
- Kenworthy, Lane (2014). Social Democratic America. ISBN 0199322511. Oxford University Press USA.
- Booth, Michael (2014). The Almost Nearly Perfect People: The Truth About the Nordic Miracle.
- Partanen, Anu (2016). The Nordic Theory of Everything – In Search of a Better Life.
- Åke Sandberg (ed.) Nordic Lights. Work, Management and Welfare in Scandinavia. Stockholm: SNS (2013)

}-

## Spoljašnje veze
-{
- The Nordic Way — World Economic Forum. Davos 2011.
- Utopia sustained: The Nordic model of social democracy Архивирано на веб-сајту  (5. фебруар 2018). Dag Einar Thorsen, Nik Brandal, Øivind Bratberg. Fabian Society, 8/4/2013.
- The secret of their success. The Economist. 2/2/2013.
- What Can We Learn From Denmark? Bernie Sanders, Huffington Post. 26/5/2013.
- What Is Scandinavia Doing Right? The New York Times. 25/9/2013.
- What Makes Scandinavia Different? Rune Møller Stahl & Andreas Møller Mulvad, Jacobin, 4/8/2015.
- Föreningen Norden: Organization working with the Nordic way in Sweden Архивирано на веб-сајту  (16. мај 2017)

}-